# La'el Collins
La'el Collins (Baton Rouge, 26 luglio 1993) è un giocatore di football americano statunitense che milita nel ruolo di offensive lineman per i Cincinnati Bengals della National Football League (NFL).

## Carriera universitaria
Dopo aver giocato per la Redemptorist High School, venendo eletto High School All-American da USA Today e considerato probabilmente il miglior prospetto a livello di high school nel ruolo di offensive lineman uscito dallo stato della Louisiana, Collins, posizionato da Rivals.com al 6º posto (2º offensive lineman dietro Cyrus Kouandjio) nella Top 100 dei migliori talenti provenienti dall'high school reclutabili nel 2011, accettò la borsa di studio offertagli da LSU che ebbe la meglio su Auburn, California, Florida, Florida State, Houston, Oklahoma State, Tennessee ed USC.
Nella sua prima stagione in forza ai Tigers, Collins fu relegato al ruolo di riserva e scese in campo solo in 7 occasioni per un totale di 46 snap, senza mai partire titolare. Ciò gli basto comunque per essere premiato come Freshman All-American da CBSSports.com. Nella sua stagione da sophomore, venne quindi promosso a titolare, prendendo parte a tutte e 13 le gare del calendario come guardia sinistra e guidando i Tigers con un totale di 836 snap. Al termine della stagione ottenne una menzione onorevole All-SEC dall'Associated Press.
Nel 2013 fu spostato nel ruolo di tackle sinistro, ruolo nel quale partì titolare in 12 incontri, saltando solo il match contro Furman. Membro di una linea offensiva che aiutò l'attacco a stabilire il record ateneo di 37 touchdown su corsa, al termine della stagione Collins fu inserito nel Second team All-SEC dagli allenatori della SEC. Dopo aver rinunciato a dichiararsi eleggibile con un anno di anticipo per essere selezionato al Draft NFL, convinto anche dal compagno di squadra Jeremy Hill (poi approdato quell'anno ai Cincinnati Bengals), Collins rimase quindi ad LSU anche per il suo anno da senior, disputando tutte e 13 le gare come tackle sinistro titolare e prendendo parte ad 843 snap, il massimo per un giocatore offensivo dei Tigers nel 2014. Al termine della stagione fu inserito nel Second team All-American e nel First team All-SEC dall'Associated Press e fu premiato col Jacobs Blocking Trophy quale miglior offensive lineman della SEC nel 2014.

## Carriera professionistica

### Dallas Cowboys
Collins era considerato uno dei migliori offensive lineman selezionabili al Draft NFL 2015 e pronosticato come una probabile scelta del primo giro. Le sue quotazioni però precipitarono a causa del suo coinvolgimento in un'indagine per omicidio della polizia di Baton Rouge, Louisiana. Anche se non fu mai sospettato, Collins per tale ragione alla fine non venne scelto nel draft. Una settimana dopo, il 7 maggio, firmò coi Dallas Cowboys un contratto triennale al massimo consentito per un giocatore non selezionato nel draft. Debuttò come professionista nel secondo turno contro i San Francisco 49ers e la settimana seguente disputò la prima gara come titolare contro gli Atlanta Falcons.
Il 10 settembre 2021 Collins fu sospeso per cinque partite per avere fallito un test antidoping.

### Cincinnati Bengals
Il 20 marzo 2022 Collins firmò un contratto triennale con i Cincinnati Bengals.

## Palmarès

### Squadra

#### Università
- Outback Bowl: 1

LSU Tigers: 2014
- SEC Championship: 1

LSU Tigers: 2011

### Individuale

#### Università
- Second team All-American: 1

2014
- Jacobs Blocking Trophy: 1

2014
- First team All-SEC: 1

2014
- Second team All-SEC: 1

2013
- Menzione onorevole All-SEC: 1

2012
- Freshman All-American (2010)